# Sprzedawca jutra
Sprzedawca jutra – dziewiąty album studyjny Pidżamy Porno (tu w składzie: Krzysztof „Grabaż” Grabowski, Andrzej „Kozak” Kozakiewicz, Rafał „Kuzyn” Piotrowiak i Piotr „Załęs” Załęski), wydany po ponad piętnastoletniej przerwie, 27 września 2019 przez S.P. Records.

## Lista utworów
1. Wyście od Kaina a my od Abla
2. Hokejowy zamek
3. Nie kukizuj miła
4. Wyjdzie na jaw że to pic
5. Pomocy!
6. Totonieta
7. Sąd ostateczny
8. Suicide. Głos mówi do mnie
9. Mokry od twoich łez
10. Śmierć z widokiem na morze
11. Tu trzeba krzyczeć
12. Sprzedawca jutra

## Nagrody i wyróżnienia
- 2019: Najlepsze płyty 2019 roku według „Teraz Rocka”: 4. miejsce[3]